# باسانو ۶۴۶۰
سیارک ۶۴۶۰ (به انگلیسی: 6460 Bassano، نامگذاری:1992UK6) شش هزار و چهارصد و شصتمین سیارک کشف شده‌است که در ۲۶ اکتبر ۱۹۹۲ کشف شد.
قدر مطلق سیارک برابر ۱۴٫۱۰ است.